# Acontia euschema
Acontia euschema là một loài bướm đêm trong họ Noctuidae.